# Torresandino (kommunhuvudort)
Torresandino är en kommunhuvudort i Spanien.   Den ligger i provinsen Provincia de Burgos och regionen Kastilien och Leon, i den centrala delen av landet, 160 km norr om huvudstaden Madrid. Torresandino ligger 855 meter över havet och antalet invånare är 796.
Terrängen runt Torresandino är huvudsakligen platt. Torresandino ligger nere i en dal. Runt Torresandino är det glesbefolkat, med 13 invånare per kvadratkilometer. Närmaste större samhälle är Roa, 14,8 km söder om Torresandino. Trakten runt Torresandino består till största delen av jordbruksmark.